# Антонов Дмитро Іванович
Дмитро Іванович Антонов (нар. 1896, село Прилепи (Прилепово) Сергеєвської волості Рославльського повіту Смоленської губернії, тепер Смоленська область, Російська Федерація — пом. ?, місто Москва) — радянський партійний і державний діяч, 1-й секретар Челябінського обласного комітету ВКП(б), 1-й секретар Маріупольського міськкому КП(б)У. Кандидат у члени ЦК ВКП(б) у березні 1939 — лютому 1941 р.

## Біографія
Народився у родині селянина-бідняка. У 1909 році закінчив трикласну церковноприходську школу Сергеєвської волості Смоленської губернії. У березні 1909 — серпні 1915 року — вибірник породи, саночник, вагонник копалень Когана «Надежда» у Олонецькій губернії.
У серпні 1915 — грудні 1917 року — рядовий 102-го В'ятського полку російської армії на Австрійському і Румунському фронтах. Учасник Першої світової війни.
У грудні 1917 — січні 1918 року — червоногвардієць загону Шульца в Одесі, Таганрозі та Іловайському. Учасник Громадянської війни в Росії.
У лютому — березні 1918 року — уповноважений шахткому шахти Усовської в місті Чистякове на Донбасі.
Член РКП(б) з березня 1918 року.
У квітні — серпні 1918 року — червоноармієць 2-ї позачергової дивізії РСЧА на Кубані. У вересні — грудні 1918 року — робітник шахти Шаховського станції Мар'ївки на Донбасі. У січні 1919 — вересні 1922 року — шофер, командир роти 40-ї Богучарської дивізії РСЧА в Україні, Кавказі і на Дону.
У жовтні 1922 — серпні 1927 року — секретар осередку КП(б)У шахти № 8, секретар парткому рудоуправління у місті Чистякове на Донбасі.
У вересні 1927 — квітні 1930 року — відповідальний секретар Піщанського районного комітету КП(б)У Тульчинського округу. У 1930 році закінчив курси із підготовки до Вищих технічних навчальних закладів у Харкові.
У травні 1930 — квітні 1935 року — студент Московського гірничого інституту. Здобув спеціальність гірничого інженера.
У травні 1935 — квітні 1938 року — помічник завідувача промислового відділу ЦК ВКП(б) у Москві.
У квітні — травні 1938 р. — виконувач обов'язків голови виконавчого комітету Челябінської обласної ради.
У травні 1938 — лютому 1940 року — виконувач обов'язків 1-го секретаря, 1-й секретар Челябінського обласного комітету ВКП(б). Звільнений із посади за невиконання планів металургійними підприємствами області, відкликаний у розпорядження ЦК ВКП(б).
У березні 1940 — липні 1941 року — начальник Головної державної гірничо-технічної інспекції Народного комісаріату вугільної промисловості СРСР у Москві.
У серпні 1941 — лютому 1943 року — начальник будівництва Березниковського калійного комбінату Молотовської області. У лютому — грудні 1943 року — начальник виробничого відділу Головного управління гірничо-хімічної промисловості Народного комісаріату хімічної промисловості СРСР у Москві.
У грудні 1943 — червні 1945 року — 1-й секретар Маріупольського міського комітету КП(б)У Сталінської області.
У липні — вересні 1945 р. — заступник голови виконавчого комітету Сталінської обласної ради.
У вересні 1945 — квітні 1947 року — заступник начальника комбінату із загальних питань на будівництві комбінату № 7 МВС СРСР у селищі Усть-Нарва Естонської РСР.
У квітні 1947 — липні 1952 року — в закордонному відрядженні у Румунській Народній Республіці.
У липні 1952 — листопаді 1953 року — начальник відділу 4-го управління Головного управління радянського майна за кордоном у Москві. У листопаді 1953 — червні 1960 року — начальник відділу вугільної промисловості управління гірничорудної промисловості Головного управління радянського майна за кордоном Міністерства зовнішньої торгівлі СРСР.
З червня 1960 року — пенсіонер союзного значення у місті Москві. Помер після 1991 року.

## Нагороди
- ордени
- медалі